# Gelotofili
Gelotofili beskriver glädjen att bli skrattad åt. Gelotofiler är personer som aktivt söker och skapar situationer där andra kan skratta åt dem. De får glädje av dessa situationer. De känner sig inte generade när andra delar med sig av pinsamma saker som hänt dem för att få andra att skratta åt dem. Gelotofiler talar öppet om motgångar och missöden, men också om situationer där de agerade dumt eller gjorde något som var ofrivilligt roligt. Normalt skulle de inte ha något emot om de fångades på kamera när något roligt (men potentiellt pinsamt) hände dem och detta skickades till ett TV-program som visar sådana klipp, eller om det lades upp på webbplatser som Youtube eller liknande.
Gelotofobi, gelotofili och katagelasticism beskriver tre olika inställningar mot skratt och att bli skrattad åt. Empiriska studier  visar att folk naturligtvis inte kan känna rädsla och gilla att bli utskrattad samtidigt (dvs. vara gelotofober och gelotofiler samtidigt). Men det finns åtminstone en undergrupp av gelotofober som tycker om att skratta åt andra, trots att de vet hur skadligt det kan vara. Gelotofili och katagelasticism är positivt besläktade, de som tycker om att bli utskrattad kan också njuta av att skratta åt andra.